# ミオリッツア
ミオリッツアまたはミオリツァ（ルーマニア語: Miorița、'雌の仔羊ちゃん'の意）は、ルーマニア伝承の牧歌的バラッド。ルーマニアの民間伝承のなかでも重要とされる作品である。異本も多数で、内容にもかなりの違いがみられるが、作家のヴァシレ・アレクサンドリに拠る、いわゆる文芸民謡版がもっとも有名で、称賛もされている。

## 語源
題名の「ミオリッツァ」（ミオリツァ）は'雌の仔羊'を意味する。ルーマニア語 mioriță  は、mioară　'雌の仔羊' + 指小接尾辞 -ița からなり 、直訳すると '雌の仔羊ちゃん'の意味となる。

## あらすじ
以下、ヴァシレ・アレクサンドリの詩作を底本とする粗筋を述べる。
モルダヴィア、ワラキア/ヴランチャ県、トランシルヴァニア と出身地の異なる三人の羊飼いが、それぞれの羊群をひきつれて旅していた。
モルダヴィアの羊飼には、斑毛（ぶちげ）（黒斑、黒毛、芦毛斑とも）で鼻口部も黒い雌の仔羊がいた。
この魔法の仔羊は人語をあやつり、他の二人がご主人様の羊の財産を狙って殺そうと企んでいますよ、と忠告する。ところが羊飼いは、もたらされる死を自分の運命と受け止める。そして、仔羊にことづけて、もし自分が殺されても、羊の放牧柵（stînă）のもとに埋葬してくれるように加害者たちに頼んでくれ、と遺言する。また、他の羊にも、自分は王女と結婚した、星の流れる大々的な式を挙げた、と伝えるように諭した 。この宇宙的な事象が起こる婚姻式は、すなわちこのモルダヴィア人が思いえがく死の構想図（ヴィジョン）であるとされる。
さらには、自分が愛用する楽器（ブナ製、獣骨製、ニワトコ属 製の'小さな笛'または'羊飼いの笛'、fluieraș）を枕元に埋めてくれ、さすれば、風が吹くたびに笛は鳴り、羊たちを集めるだろう、と言い残す。
そして羊飼いが、自分がいなくなったことをどう母親に言い繕うか、やはり王女と（異本では黒き大地と）、"天国の入り口"で結婚したことにせよ
、と仔羊に指示することで、この一編は完結する。先行の（他の羊たちへの説明の）くだりによれば、高い山々が司祭、太陽と月とが新郎に冠を被せる者たち（ルーマニアの婚礼慣習では名付け親）の役をつとめる挙式であるとされる。すなわち羊飼いは、自分の死をことごとく結婚式にたとえて寓意的（アレゴリカル）に語っているのである。

## 稿本
この牧歌的バラッドは、モルダヴィアを中核として、ルーマニアの各州に広く伝承されている。採集された異本の数は千を超えるが、詩人ヴァシレ・アレクサンドリが1850年代初頭に発表した再編版が、もっとも人口に膾炙しており称賛もされている。
これはアレクサンドリが、大道の吟遊詩人らから採取したものとも考えれらているが、一方で、アレク・ルッソがこの民謡の真の「発掘者」で、アレクサンドリへの材料提供者だという説も提唱されてきた。ただ、ルッソの遺稿からもそれを立証する証拠はいっさい見つかっておらず、このルッソ功労説には疑問が投げかけられている。
また、これが真正の民間伝承でなくアレクサンドリの創作ではないかと言う疑念ももたれていたが、アレクサンドリの発表より数十年古い稿本が発見された。ゲオルゲ・シンカイの1790年代の日記に記載されていたバラッドの歌詞は、相違もあるが大筋のところアレクサンドリの詩作と合致しており、アレクサンドリがゼロから創作したのではなく18世紀以前の民間伝承を換骨奪胎していることがあきらかになった。
一説によれば、「ミオリッツア」はヴランチャ県が発祥の地であるが、この当地で歌い継がれる「ミオリッツア」では（当然ながら）悪だくみの羊飼いのひとりはヴランチャ出身者でなく、代わりにユダヤ人の羊飼いの仕業とされている。

### 訳出

#### 邦訳
作家ミルチャ・エリアーデが関心を持ち、その著作『ザルモクシスからジンギスカンへ』（1970年）で、その解析をおこなっているが、この研究の邦訳書には「千里眼の雌子羊」の題名でバラッドが訳出されている（林隆訳。『エリアーデ著作集12』所収、1977年 ）。
エリアーデのファンタジー小説『妖精たちの夜』（住谷春也訳、1996年）でも重要なテーマになっており、バラッドの和訳が巻末に附録されている。
新免光比呂が、対訳を論文発表しており、詳しいテキスト分析も行われている（1988年）。同氏の訳は1991年研究ノートの巻末注にも付記される。
また、髙樹のぶ子『百年の預言』（2000年）にもバラッドの全文が引用される。

#### 英訳
英語の散文訳（"Miora"）は、E・C・グレンヴィル・マレーの『Doĭne: Or, the National Songs and Legends of Roumania』（1853年）に所収。次いで ヘンリー・スタンリー男爵 （1856年）が、英訳と仏訳を発表している。
ニューカム（N. W. Newcombe）による対訳（ローマニア語原文・英訳）は、グリゴーレ・ナンドリシュの文法書（『Colloquial Romanian』、1945年）に記載されている 。ブホチウ（Octavian Buhociu ）の英訳は"Mioritza: The Canticle of the Sheep, the Enchanted Ewe"という題名で発された（『The Pastoral Paradise: Romanian Folklore』、1966年所収） 。
ピュリッツァー賞詩人のウィリアム・D・スノッドグラスによる英訳は複数の書籍で版を重ねている：『Miorița』（1972年）、『Cinci Balade Populare. Five Folk Ballads』（1993年頃）、『Selected Translations』所収（"The Ewe Lamb"、1998年）。
ラサム（Ernest H. Latham Jr.）の英訳は、ゲオルゲ・ドカの文法書（1995年）に掲載されたが 、ラサムはのちに『ミオリッツア』を一冊の書物にまとめあげており（2020年）、改訂訳（Kiki Skagen Munshiと共訳）を所収する。

## 学説
アドリアン・フォキ（『Miorița』、1964年）による集大成的大綱では、論考に538 の稿本を用例とし、そのほか集め異本た・断片を加えると、そのヴァリアントの総数は千を超える。
「ミオリッツア」は、ルーマニアの民俗詩の材料とされる四大神話のひとつとして位置づけられている（ジョルジェ・カリネスク 論、1941年）。
この詩は、「左の頬を差し出せ」の格言からも連想される一般正統派的なキリスト教の教訓詩とも捉えることは可能であるが、エリアーデによれば、この羊飼いは民族特有の「宇宙的キリスト教」観点をもつ人間であり、"悲劇的事件に遭ったとき、それが一見して修復不可能な結末に至っても、以前には思いもよらなかった価値観をみいだすことで、[その結末を]無効とする能力"を発揮するのだという。この思考においては、人間と大自然の絆を非常に重視するが、この「神秘的連帯性」（solidaritate mistică）こそ、羊飼いが運命を乗り越えることを可能にする、という。この大自然との「神秘的連帯性」については、「宇宙的結婚」や「ミオリッツァ的結婚」といった言葉に置き換えて語られることもしばしばである。